# مدرسة الإمام أبي يوسف

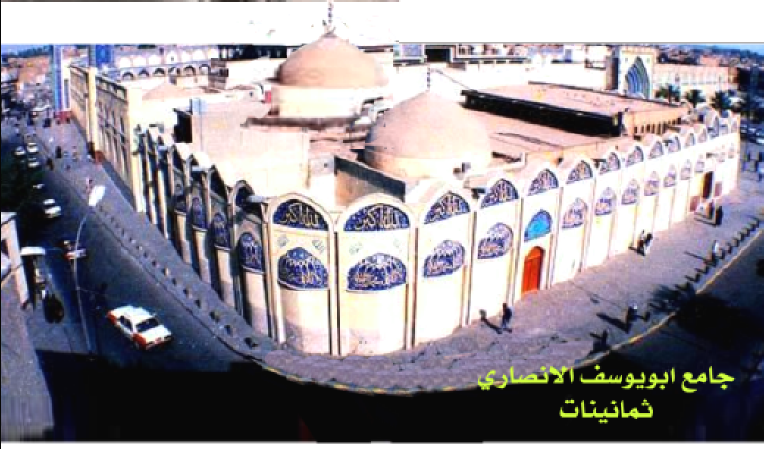

مدرسة الإمام أبي يوسف في بغداد هي مدرسة قديمة كانت في منطقة الكاظمية في مشهد الإمام أبي يوسف يعقوب بن إبراهيم الأنصاري الذي كان يشغل منصب قاضي القضاة في عهد الخليفة العباسي هارون الرشيد، ولقد توفي الإمام أبو يوسف عام 182هـ/ 798م، ودفن مجاور الصحن الكاظمي، وآخر من تصدر للتدريس فيها العلامة الشيخ عبد الرحمن القره داغي المتوفي عام 1335هـ/1917م، ودفن في بغداد عند مدخل مصلى مدرسة باباكركر في محلة الميدان، وكان الشيخ عبد الرحمن هو عم الاستاذ المحامي مصطفى القرة داغي، ولقد ألغي التدريس في المدرسة. ولم يبق منها سوى مشهد ومسجد الامام ابي يوسف مجاور الحضرة الكاظمية، وهو مبنى رصين البناء عليه قبة تقام فيه الصلوات إلى عهد قريب، ثم أغلق المسجد، قال عبد الوهاب الدراجي «بعد مرحلة وضع اليد على الأملاك بدأت مرحلة جديدة وهي تحويل عائدية تلك الأوقاف في السجلات العقارية إلى ملك الوقف الشيعي بتحويل سندات ملكيتها كما حدث في وقفيات الآصفية والسوق الملحقة بها، ووقف نجيب باشا في السوق بمحافظة النجف، وجامع الحيدري في النجف، وفندق البراق في النجف أيضًا الذي اشتراه الوقف السني بعد الاحتلال بأمواله، ووقفيات القاضي أبي يوسف في الكاظمية من محلات وغيرها».